# Hygrohypnum cordifolium
Hygrohypnum cordifolium là một loài rêu trong họ Amblystegiaceae. Loài này được S. Okamura mô tả khoa học đầu tiên năm 1915.